# Cervélo TestTeam
A Cervélo TestTeam (UCI csapatkód: CTT) egy svájci központú profi országúti kerékpárcsapat volt. A csapat 2010 végén megszűnt, egyesült a korábbi Garminnal és Team Garmin-Cervélo néven működik tovább.

## Története

### Megalakulás
A csapat 2008-ban alakult meg, amikor a Team CSC Saxo Bank a szezon végén lecserélte Cervélo kerékpárjait Specializedra.
Az új csapat tagja lett a Team CSC Saxo Bank versenyzője, Carlos Sastre is, aki Cervélo kerékpárral nyerte meg a 2008-as Tour de France-t.
A 2005-ös Tour de France zöld trikósa, Thor Hushovd is csatlakozott a csapathoz, mivel szerződése a Crédit Agricole-nál lejárt. A norvég sprintert több csapattársa is követte a Cervélóba.
A Tour de France utáni hat hónap során 25 kerékpáros gyűlt össze a keretbe, s az első edzőtábort 2009 januárjában tartották meg Portugáliában. A csapatot is itt mutatták be, melynek tagjai 13 különböző országból jöttek, ezzel a Cervélo az egyik leginkább nemzetközi profi kerékpárcsapat volt ezen a téren.